# Geophis downsi
Geophis downsi är en ormart som beskrevs av Savage 1981. Geophis downsi ingår i släktet Geophis och familjen snokar. Inga underarter finns listade i Catalogue of Life.
Arten är endast känd från östligaste delen av provinsen Puntarenas i Costa Rica. Den lever i bergstrakter ungefär vid 1200 meter över havet. Honor lägger ägg.